# هنريك مارتينز
هنريك مارتينز (بالبرتغالية: Henrique Martins‏) (مواليد 14 نوفمبر 1991) هو سبّاح برازيلي، مثّل بلاده في الألعاب الأولمبية الصيفية 2016.

## روابط خارجية
هنريك مارتينز على موقع الاتحاد الدولي للسباحة (الإنجليزية)
- هنريك مارتينز على موقع اللجنة الأولمبية الدولية (الإنجليزية)
- هنريك مارتينز على موقع أوليمبيديا (الإنجليزية)